# Lashkar- i Bazar
Lashkar- i Bazar són un conjunt de campaments militars, habitacions i palaus reials al sud de l'Afganistan, datats dels segles xi i xii; que es troben a la riba esquerra del riu Helmand prop de la confluència amb el riu Argandab. Els àrabs esmenten el complex com a al-Askar. Per la part sud arriba fins a la ciutat medieval de Bust i les ruïnes recents de Kala-yi Bist; i pel nord fins a la població moderna de Lashkar-gah; a l'oest hi ha el riu.

## Història
La seva existència ja es coneixia vagament al segle xix però fins al 1948 no es van realment descobrir quan l'expedició arqueològica francesa les va trobar i va fer cinc campanyes d'excavacions entre 1949 i 1951.
Es creu que fou iniciat per Sebüktigin per protegir la província de Zamindawar i Bust que acabava de conquerir vers 977/978 al turc Baytuz. Algunes fonts suggereixen que fou el mateix Baytuz qui va començar la construcció, ja que s'hi ha trobat una moneda encunyada per ell datada el 969/970. Mahmud de Ghazna hi va fer noves construccions.
El lloc principal és el palau del sud que presenta rastres de dos incendis consecutius, el primer segurament obra del gúrida Ala al-Din Husayn ibn Izz al-Din Husayn, conegut com a Djahan-suz, el 1150; i el segon obra dels mongols vers 1221. Després d'això el lloc va quedar abandonat fins al seu re-descobriment el 1948.